# Референдумы в Швейцарии (2019)
Референдумы в Швейцарии проходят 10 февраля, 19 мая, 20 октября и 24 ноября.

## Февральский референдум
10 февраля 2019 года жители Швейцарии принимали решение по народной инициативе, названной «Стоп расширению городов — за устойчивое развитие в строительстве». Автором инициативы выступило молодёжное крыло Партии зелёных. В случае её одобрения в Конституции страны была бы закреплена норма, согласно которой выделение новых зон под застройку допускается только если такая же по площади территория возвращается природе или под сельскохозяйственные нужды. Инициативу поддержали Ассоциация малых фермеров и молодёжная организация Социал-демократической партии «Молодые социалисты», а также несколько экологических организаций. Всего в её поддержку было собрано 113000 подписей. В то же время против предложенных поправок к Конституции выступил Федеральный совет Швейцарии. Министр экологии Дорис Лойтхард заявила, что предложенная идея «слишком радикальна, несправедлива и контрпродуктивна».
Не поддержали вынесенную на референдум инициативу и большинство депутатов от правых и центристских партий в обеих палатах парламента, а также деловые круги. Они считают, что действующее в Швейцарии законодательство в сфере регулирования строительства достаточно эффективно и введение суровых ограничений неминуемо приведет к замедлению экономического роста в ряде регионов, в частности на периферии и в Альпах.

### Результаты референдума
| Инициатива                                                          | За         | За   | Против     | Против | Явка % | Число кантонов ЗА | Число кантонов ЗА | Число кантонов Против | Число кантонов Против | Результат |
| Инициатива                                                          | Избиратели | %    | Избиратели | %      | Явка % | Кантоны           | Полукантоны       | Кантоны               | Полукантоны           | Результат |
| ------------------------------------------------------------------- | ---------- | ---- | ---------- | ------ | ------ | ----------------- | ----------------- | --------------------- | --------------------- | --------- |
| Стоп расширению городов                                             | 737 270    | 36,3 | 1 291 464  | 63,7   | 37,4   | 0                 | 0                 | 20                    | 6                     | Отвергнут |
| Источник: https://www.bk.admin.ch/ch/f/pore/va/20190210/det626.html |            |      |            |        |        |                   |                   |                       |                       |           |

#### Результаты голосования по кантонам
| Кантон                | Всего голосов | % За   | % Против | % Явка |
| --------------------- | ------------- | ------ | -------- | ------ |
| Цюрих                 | 370739        | 40,0 % | 60,0 %   | 40,2 % |
| Берн                  | 276377        | 35,0 % | 65,0 %   | 37,8 % |
| Люцерн                | 101974        | 33,7 % | 66,3 %   | 37,1 % |
| Ури                   | 8744          | 30,2 % | 69,8 %   | 33,3 % |
| Швиц                  | 41667         | 26,2 % | 73,8 %   | 39,7 % |
| Обвальден             | 10305         | 24,2 % | 75,8 %   | 39,2 % |
| Нидвальден            | 11709         | 24,3 % | 75,7 %   | 37,6 % |
| Гларус                | 7243          | 36,1 % | 63,9 %   | 27,5 % |
| Цуг                   | 32351         | 30,5 % | 69,5 %   | 42,0 % |
| Фрибур                | 67658         | 38,0 % | 62,0 %   | 33,5 % |
| Золотурн              | 62077         | 36,2 % | 63,8 %   | 34,7 % |
| Базель-Штадт          | 52222         | 46,5 % | 53,5 %   | 47,1 % |
| Базель-Ланд           | 69868         | 36,5 % | 63,5 %   | 37,7 % |
| Шаффхаузен            | 29675         | 40,6 % | 59,4 %   | 61,4 % |
| Аппенцелль-Аусерроден | 14370         | 36,7 % | 63,3 %   | 37,1 % |
| Аппенцелль-Иннерроден | 3946          | 28,1 % | 71,9 %   | 33,7 % |
| Санкт-Галлен          | 114356        | 33,5 % | 66,5 %   | 35,5 % |
| Граубюнден            | 44643         | 28,1 % | 71,9 %   | 32,6 % |
| Аргау                 | 144281        | 33,6 % | 66,4 %   | 34,0 % |
| Тургау                | 67615         | 33,4 % | 66,6 %   | 40,0 % |
| Тичино                | 70049         | 41,8 % | 58,2 %   | 32,4 % |
| Во                    | 167834        | 37,1 % | 62,9 %   | 38,2 % |
| Вале                  | 95099         | 21,3 % | 78,7 %   | 43,2 % |
| Невшатель             | 35619         | 46,2 % | 53,8 %   | 32,3 % |
| Женева                | 112538        | 47,7 % | 52,3 %   | 43,8 % |
| Юра                   | 15775         | 38,4 % | 61,6 %   | 29,9 % |
| Швейцария             | 2 028 734     | 36,3 % | 63,7 %   | 37,4 % |

## Майские референдумы
19 мая прошло два факультативных референдума: по законодательству, реформирующему финансирование первой основы швейцарской пенсионной системы (согласно Конституции Первый столп пенсионной системы должен покрывать основные жизненные нужды) и переформатирование европейского декрета по Контролю над огнестрельным оружием (обновление Шенгенского права Европейского союза) в швейцарский закон Оба предложения были одобрены.

### Результаты
| Реформа пенсионного финансирования                | 1 541 054 | 66,4 | 780 409 | 33,6 |  |  |  | 42,7 | Одобрено |
| Контроль над огнестрельным оружием                | 1 501 485 | 63,7 | 854 528 | 36,3 |  |  |  | 43,3 | Одобрено |
| Источник: Federal Chancellery of Switzerland 1, 2 |           |      |         |      |  |  |  |      |          |